# Rhode (grekisk mytologi)
Rhode (grek. Ροδη), även kallad Rhodos, var den äldsta av okeaniderna i grekisk mytologi. Hon var till en början ansedd vara dotter till Okeanos och Tethys, men under senare tid trodde man att hennes far var Poseidon och hennes mor var antingen Halia, Amfitrite eller Afrodite.
Rhode gifte sig med solguden, Helios som hade skapat ön Rhodos till henne där hon regerade. Tillsammans fick de sju söner; Okhimos, Kerakfos, Makareus, Aktis, Tenages, Triopas och Kandalos. Dessa söner var alla välkända astronomer och härskare på ön. Helios och Rhode fick även dotter Elyktro som dog i unga år.